# Tete (prowincja)

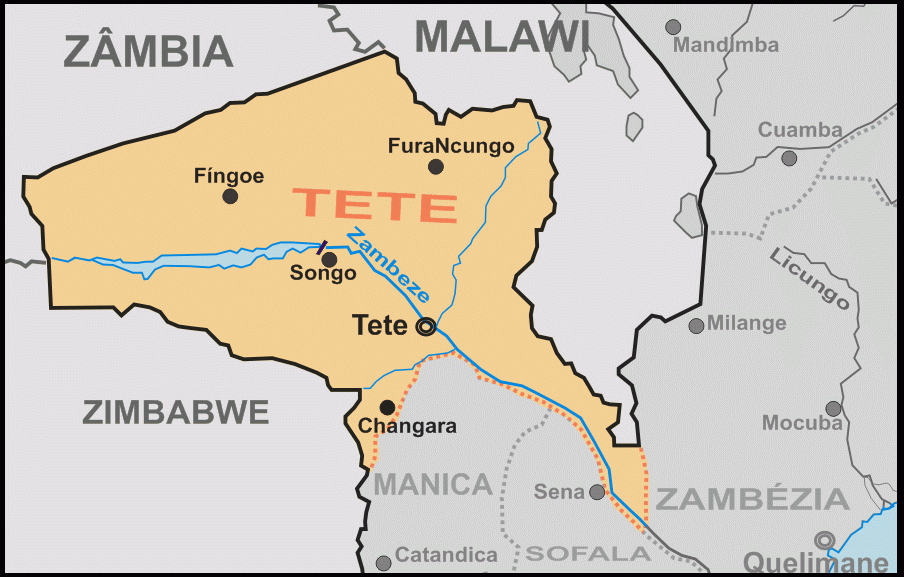
Mapa prowincji Tete

Tete – prowincja w Mozambiku, położona w zachodniej części kraju. Ośrodkiem administracyjnym prowincji jest miasto Tete. Inne ważniejsze miasta to: Songo, Moatize i Ulongue. Według spisu z 2017 roku zamieszkana przez ponad 2,6 mln osób.